# Luka Gödla

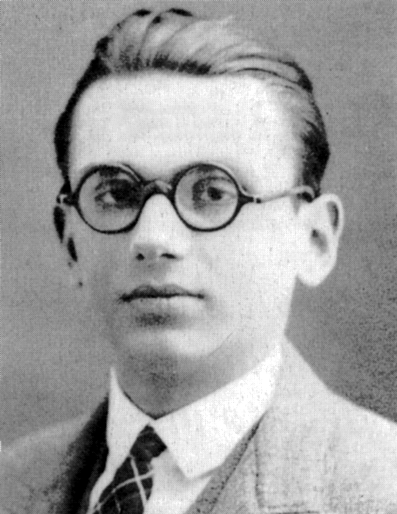
Kurt Gödel w 1925 roku

Luka Gödla (ang. Gödel's Loophole) – rzekoma „wewnętrzna sprzeczność” w Konstytucji Stanów Zjednoczonych, którą austriacko-amerykański logik, matematyk i filozof analityczny Kurt Gödel odkrył w 1947 roku.
Luka prawna teoretycznie umożliwiłaby prawne przekształcenie amerykańskiej demokracji w dyktaturę. Gödel opowiedział o istnieniu wady swojemu przyjacielowi Oskarowi Morgensternowi, a Morgenstern opowiedział o niej Albertowi Einsteinowi. Wspominając to wydarzenie w 1971 r., Morgenstern nigdy nie wspomniał o dokładnym problemie, tak jak widział go Gödel. Doprowadziło to do spekulacji na temat dokładnej natury tego, co zaczęto nazywać „luką Gödla”. Amerykański uczony zajmujący się prawem konstytucyjnym John Nowak nazwał ją „jednym z największych nierozwiązanych problemów prawa konstytucyjnego”.

## Historia
Kiedy Gödel przygotowywał się w 1947 r. do egzaminu na obywatelstwo amerykańskie, natknął się na to, co nazwał „wewnętrzną sprzecznością” w Konstytucji Stanów Zjednoczonych. W tym czasie przebywał w Instytucie Studiów Zaawansowanych w Princeton w stanie New Jersey, gdzie przyjaźnił się z Albertem Einsteinem i Oskarem Morgensternem. Gödel opowiedział Morgensternowi o luce w konstytucji, która, jak powiedział, umożliwiłaby Stanom Zjednoczonym legalne stanie się państwem faszystowskim. Morgenstern próbował przekonać Gödla, że jest to bardzo mało prawdopodobne, lecz Gödel nadal był tym zaniepokojony. Z urodzenia był Austriakiem, a ponieważ przeżył zamach stanu w 1933 r. i uciekł z nazistowskich Niemiec po Anschlussie, miał powody, by obawiać się życia w faszystowskiej dyktaturze. Morgenstern rozmawiał w tajemnicy z Gödlem o jego obawach i opowiedział o nich Einsteinowi.
W sądzie świadkowie zazwyczaj pozostawali na zewnątrz sali podczas przesłuchań w sprawie obywatelstwa, jednak ze względu na fakt, że w przesłuchaniu brał udział Einstein, będący osobą znaną, wszyscy trzej mężczyźni zostali zaproszeni do środka. Podczas przesłuchania sędzia Forman zapytał Gödla, jaki był rząd Austrii, na co ten odpowiedział: „był republiką, ale konstytucja była taka, że ostatecznie zmieniła się w dyktaturę”. Sędzia skomentował, że w USA nie mogłoby się to zdarzyć, a Gödel odpowiedział: „Och, tak, mogę to udowodnić”; sędzia jednak odmówił zajęcia się tą sprawą.

## Charakter luki
W swojej pracy z 2012 r. pt. „Gödel's Loophole” Guerra-Pujol snuje przypuszczenia, że problem dotyczy artykułu V, który opisuje proces, w ramach którego można zmienić Konstytucję. Luką jest sam ten artykuł, który może zostać zastosowany do samego siebie. Tak więc nawet jeśli zmiana Konstytucji będzie trudna do przeprowadzenia, to po wprowadzeniu zmian w artykule V następna próba będzie łatwiejsza, a kolejna jeszcze łatwiejsza.
Inni autorzy spekulowali, że Gödel mógł mieć na myśli również inne aspekty Konstytucji, w tym nadużywanie gerrymanderingu, zawieszenie Kongresu, Kolegium Elektorów i ułaskawienie prezydenckie.